# Vallon-Pont-d’Arc
Vallon-Pont-d’Arc település Franciaországban, Ardèche megyében. Lakosainak száma 2469 fő (2022. január 1.). Vallon-Pont-d’Arc Labastide-de-Virac, Lagorce, Ruoms, Saint-Remèze, Salavas és Sampzon községekkel határos.

## Népesség
A település népessége az elmúlt években az alábbi módon változott:
| Lakosok száma | 1831 | 1787 | 1914 | 2470 | 2329 | 2342 | 2382 | 2412 | 2435 | 2469 |
|               | 1968 | 1982 | 1990 | 2006 | 2013 | 2015 | 2017 | 2019 | 2020 | 2022 |